# 桜井義起
桜井 義起（さくらい よしおき、旧字体：櫻井 義起、1849年（嘉永2年6月） - 1940年（昭和15年）5月18日）は、日本の政治家、衆議院議員（1期）。

## 経歴
出羽国置賜郡米沢(現・山形県米沢市)に生まれる。大阪府西成、東成、住吉各郡長、徳島県警察部長、徳島県書記官、内務書記官、西成鉄道(株)専務取締役、同社長、北英(資)業務担当社員、大阪自動車(株)社長となる。
1894年9月の第4回衆議院議員総選挙において大阪8区から無所属で立候補して当選。1898年3月の第5回衆議院議員総選挙で落選。同年8月の第6回衆議院議員総選挙で再び立候補したが落選。1940年に死去した。